# In vivo

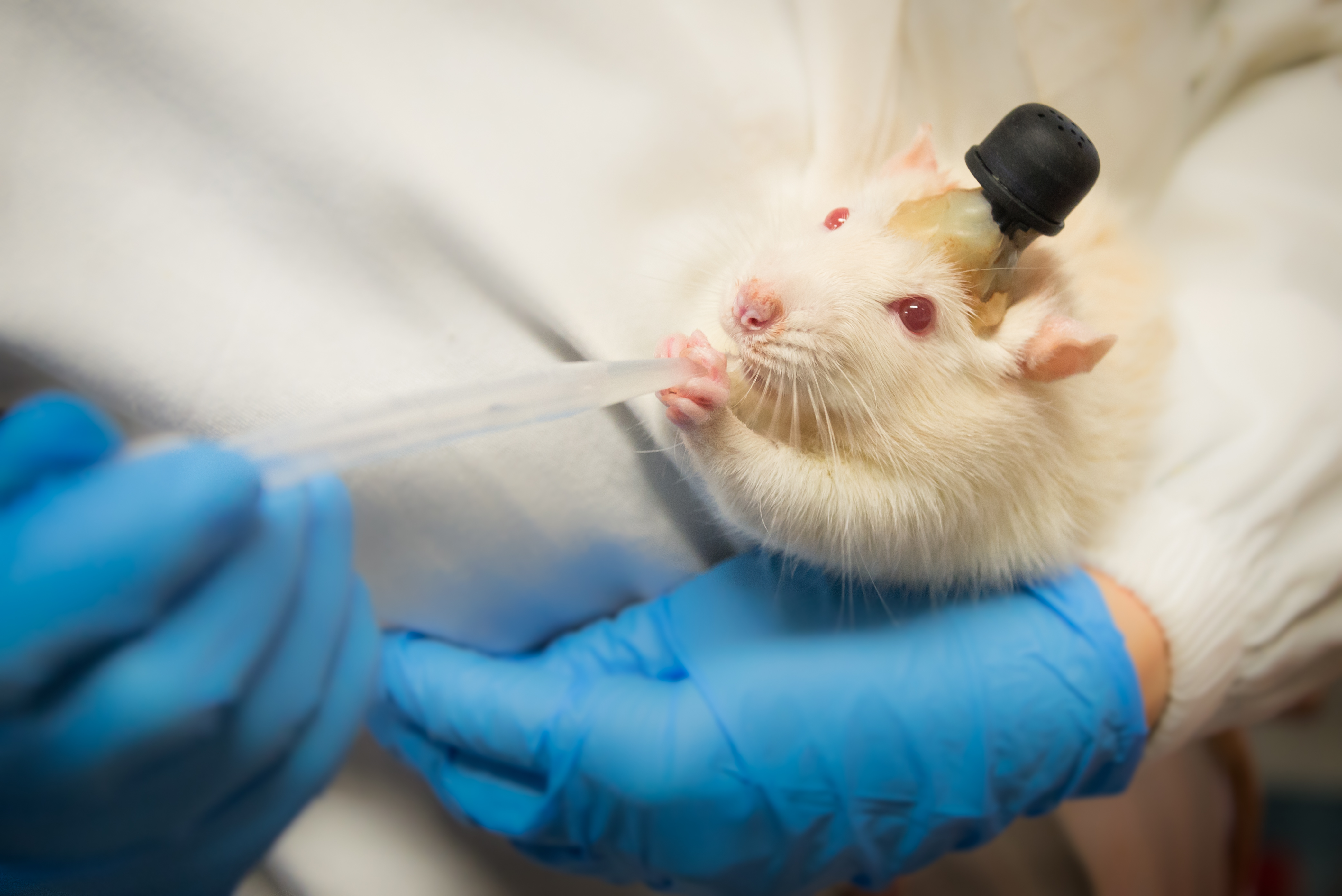
Una rata de laboratorio con un implante cerebral, que se utilizó para registrar la actividad neuronal in vivo

Los experimentos in vivo (del latín: "dentro de los vivos") son aquellos en los que se prueban los efectos de varias entidades biológicas en organismos o células enteras y vivas, generalmente animales, incluidos los humanos, y plantas, en oposición a un extracto de tejido o un organismo muerto. Esto no debe confundirse con los experimentos realizados in vitro ("dentro del vidrio"), es decir, en un entorno de laboratorio utilizando tubos de ensayo, placas de Petri, etc. Los ejemplos de investigaciones in vivo incluyen: la patogénesis de la enfermedad mediante la comparación de los efectos de la infección bacteriana con los efectos de las toxinas bacterianas purificadas; el desarrollo de medicamentos no antibióticos, antivirales y nuevos medicamentos en general; y nuevos procedimientos quirúrgicos. Por consiguiente, las pruebas con animales y los ensayos clínicos son elementos importantes de la investigación in vivo. Las pruebas in vivo se emplean a menudo en lugar de las in vitro porque son más adecuadas para observar los efectos generales de un experimento en un sujeto vivo. En el descubrimiento de fármacos, por ejemplo, la verificación de la eficacia in vivo es crucial, porque los ensayos in vitro a veces pueden producir resultados engañosos con moléculas candidatas a fármacos que son irrelevantes in vivo (por ejemplo, porque dichas moléculas no pueden alcanzar su sitio de acción in vivo, por ejemplo como resultado de un catabolismo rápido en el hígado).
El microbiólogo inglés Harry Smith y sus colegas descubrieron a mediados de la década de 1950 que los filtrados estériles de suero de animales infectados con Bacillus anthracis eran letales para otros animales, mientras que los extractos de líquido de cultivo del mismo organismo cultivado in vitro no lo eran. Este descubrimiento de la toxina del ántrax mediante el uso de experimentos in vivo tuvo un gran impacto en los estudios de la patogénesis de las enfermedades infecciosas.
La máxima in vivo veritas («en lo vivo está la verdad») es un juego de palabras con in vino veritas («en el vino está la verdad»), un conocido proverbio.

## Investigaciónin vivoversus investigaciónex vivo
En microbiología, el término in vivo se utiliza a menudo para referirse a la experimentación realizada en un organismo completo, en lugar de en células vivas aisladas, por ejemplo, células cultivadas derivadas de biopsias. En esta situación, el término más específico es ex vivo. Una vez que se rompen las células y se prueban o analizan partes individuales, esto se conoce como in vitro.

## Métodos de uso
Según Christopher Lipinski y Andrew Hopkins, «Ya sea que el objetivo sea descubrir fármacos o adquirir conocimiento sobre sistemas biológicos, la naturaleza y las propiedades de una herramienta química no pueden considerarse independientemente del sistema en el que se va a probar. Los compuestos que se unen a proteínas recombinantes aisladas son una cosa; las herramientas químicas que pueden perturbar la función celular, otra; y los agentes farmacológicos que pueden ser tolerados por un organismo vivo y perturbar sus sistemas, otra. Si fuera sencillo determinar las propiedades necesarias para desarrollar una vía descubierta in vitro a una que sea activa in vivo, el descubrimiento de fármacos sería tan fiable como su fabricación». Los estudios sobre el comportamiento in vivo determinaron las formulaciones de fármacos específicos y sus comportamientos en un medio biorrelevante (o de relevancia biológica).